# Livmoderhalskræft
Livmoderhalskræft (med den medicinske betegnelse cervixcancer) er kræft i livmoderhalsen. Livmoderhalsen er den smalle overgang mellem livmoderen og den øverste del af skeden. En af de mest almindelige symptomer på livmoderhalskræft er unormal vaginal blødning, men i nogle tilfælde er der ingen symptomer før sygdommen har udviklet sig til et sent stadium. Behandling består af kirurgi (hvor man prøver at fjerne svulsten) i tidlige stadier, og kemoterapi samt strålebehandling i senere stadier.
På verdensplan er livmoderhalskræft den næstmest hyppigt forekommende og den femte mest dødelige kræftform hos kvinder. I Danmark har hyppigheden af kræftformen været faldende siden screening blev indført i 1960'erne og var i 2003 den tiende mest hyppigt forekommende hos kvinder. I perioden 2003-2009 fik i gennemsnit 382 danske kvinder konstateret livmoderhalskræft årligt og 118 kvinder døde af kræftformen årligt.
Livmoderhalskræft er som oftest placeret i overgangszonen mellem livmoderhalsen og skederegionen hvor de to forskellige typer slimhinder i skeden/livmodermunden og livmoderhalsen mødes. Denne kræftform kaldes pladecellekræft eller pladeepitelcancer, og udgør omkring 75–85% af tilfældene af livmoderhalskræft. En anden type livmoderhalskræft er kræft i slimkirtlerne på indersiden af livmoderhalsen. Denne kræftform kaldes adenokarcinom (adenocarcinoma) og udgør omkring 10–20% af tilfældene.
Alle danske kvinder i alderen 23-49 år tilbydes en screening for livmoderhalskræft hvert tredje år, mens kvinder i alderen 50-65 år tilbydes screening hvert femte år.
Infektion med virussen humant papillomvirus (HPV) synes at forårsage over 90% af tilfælde af livmoderhalskræft. Vacciner mod de mest kræftfremkaldende typer af HPV er udviklet og indgår siden 2009 i det danske børnevaccinationsprogram.

## Humant papillomvirus / HPV
Livmoderhalskræft skyldes infektion med en virus ved navn human papillomavirus (HPV), som er en seksuelt overført sygdom. HPV er fællesbetegnelse for en omkring 100 forskellige typer af HPV virus der angriber hud og slimhinder. Det er en meget almindelig virus som omkring 80% (både mænd og kvinder) bliver inficeret med i løbet af livet. Nogle kvinder får infektioner, der leder til celleforandringer i livmoderhalsen, der så i sjældne tilfælde udvikler sig til livmoderhalskræft. Disse infektioner kan opdages ved regelmæssige gynækolog-tjek, der tilbydes til alle kvinder hvert 3. år. Hvis der konstateres celleforandringer, tilbydes man en kegleoperation, keglesnit, der i langt de fleste tilfælde fjerner celleforandringerne. 
Tidlig seksuel debut og en livsførelse med mange sexpartnere kan øge en kvindes risiko for at pådrage sig livmoderhalskræft. Derudover fordobler rygning risikoen for at udvikle livmoderhalskræft.

## Vaccine
Den 9. september 2006 fik den amerikanske medicinalvirksomheden Merck & Co. (MSD) godkendt en vaccine (kaldet Gardasil) som giver beskyttelse mod HPV 16 og HPV 18 – som sammen står for omkring 70 % af tilfældene af livmoderhalskræft – samt HPV 6 og 11 og muligvis også begrænset beskyttelse mod yderligere typer af HPV. Den 23. oktober samme år blev vaccinen også godkendt til markedsføring i Danmark. Vaccinen, der er blevet udviklet bl.a. i samarbejde med Kræftens Bekæmpelse i Danmark., er den første kræftvaccine. Senere fulgte GlaxoSmithKline med en lignende vaccine kaldet Cervarix der giver beskyttelse mod HPV 16 og 18. Vaccinerne virker forebyggende og skal derfor helst gives før man udsættes for eller evt. har været smittet med HPV Det skal dog bemærkes, at vaccinernes effekt er dokumenteret i undersøgelser gjort primært i kvinder der var seksuelt aktive. Vaccinerne er derfor ikke udelukkende beregnet til piger der endnu ikke har haft seksuel debut. For Gardasils vedkommende er vaccinen undersøgt i drenge og undersøgelser pågår i unge mænd.
Fra efteråret 2006 fik danske piger og kvinder adgang til vaccinen. Vaccinen koster omkring 3.500 kr. I 2006 gik Center for Evaluering og Medicinsk Teknologivurdering (CEMTV) under Sundhedsstyrelsen i gang med at undersøge om vaccinen skulle inkluderes som del af det gratis 
børnevaccinationsprogram., og i oktober 2007 anbefalede Sundhedsstyrelsen at vaccinen skulle gives gratis til alle 12-årige piger I marts 2008 indgik regeringen et forlig med Dansk Folkeparti, Det Radikale Venstre og Ny Alliance, hvorved alle piger i alderen 12-15 fra og med den 1. januar 2009 tilbydes en gratis HPV-vaccine.
Der foregår en diskussion om bivirkninger ved vaccinationen med Gardasil.

## Eksterne links
- HPV. Netdoktor.dk
- Nobelprisen til påståelige forskere. Videnskab.dk